# つぼみ (MARIAの曲)
「つぼみ」は、日本のガールズバンド・MARIAの2作目のシングル。

## 概要
- 前作「小さな詩」から約4ヶ月ぶりのシングル。
- 表題曲はアニメ映画『劇場版 NARUTO -ナルト- 大興奮!みかづき島のアニマル騒動だってばよ』の主題歌に起用された。アニメ作品のタイアップを手掛けるのは2作連続、初の映画タイアップとなった。また、カップリング曲はHBC系『第8回サン・クロレラクラシック』のテーマソングに起用された。

## 収録曲
1. つぼみ [4:04]
作詞：MARIA
作曲：TATTSU
編曲：安原兵衛
2. My road [3:50]
作詞：MARIA
作曲：TATTSU
編曲：弥吉淳二
3. つぼみ -Instrumental- [4:03]
作曲：TATTSU
編曲：安原兵衛
表題曲のインストゥルメンタルバージョン。

## タイアップ
- 東宝配給アニメ映画『劇場版 NARUTO -ナルト- 大興奮!みかづき島のアニマル騒動だってばよ』主題歌 (#1)
- HBC系スポーツ中継番組『第8回サン・クロレラクラシック』テーマソング (#2)

## 収録アルバム
- You Go! 〜We are MARIA〜 (#1)
- MARIA BOX (#1,2)
- NARUTO SUPER HITS 2006-2008 (#1)
- NON-STOP NARUTO (#1)

## カバー
- 『NARUTO ALL STARS』でうずまきナルト役の竹内順子がカバー。